# Marny Kennedy
Marny Kennedy (Melbourne, 21 de Janeiro de 1994) é uma atriz e cantora australiana.

## Carreira
Entre 2006 e 2007, protagonizou a série de televisão Mortified como Taylor Fry. Em 2008, foi escalada para o elenco da terceira temporada de The Saddle Club, em que interpretou Veronica diAngelo. Nesse trabalho, foram inseridas duas canções cantadas por Marny, "It's My Life" e "Why". Em 2009, interpretou a jovem May no filme Ink e fez uma pequena aparição na série Rush. No ano seguinte, estrelou A gURLs wURLd como Ally Henson. Em 2011, atuou na curta-metragem Golden Girl. Em 2012, interpretou Winter Frey na série Conspiracy 365.

## Filmografia
| Ano     | Título                      | Papel                           | Notas                                           |
| ------- | --------------------------- | ------------------------------- | ----------------------------------------------- |
| 2006–7  | Mortified                   | Taylor Fry                      | Protagonista (26 episódios)                     |
| 2008–9  | The Saddle Club             | Veronica diAngelo               | Elenco principal (27 episódios)                 |
| 2009    | Rush                        | Amanda                          | Episódio: "2.21"                                |
| 2010–11 | A gURLs wURLd               | Ally Henson                     | Elenco principal (26 episódios)                 |
| 2012    | Conspiracy 365              | Winter Frey                     | Elenco principal (12 episódios)                 |
| 2016    | Comedy Showroom             | Assistente                      | "The Future is Expensive" (Season 1, Episode 4) |
| 2017    | Hoges: The Paul Hogan Story | Jovem Noelene                   |                                                 |
| 2017    | Janet King                  | Lucy Baldwin                    | 6 episódios                                     |
| 2017    | Top of the Lake             | German Girl                     | "The Loved One" (Season 2, Episode 2)           |
| 2018    | Bite Club                   | Amber Wells                     |                                                 |
| 2018    | Underbelly Files: Chopper   | Senior Constable Melanie Jassic | 2 episódios                                     |
| 2018    | Wentworth                   | Taylah Bullock                  | 3 episódios                                     |

| Ano  | Título      | Papel       | Notas          |
| ---- | ----------- | ----------- | -------------- |
| 2009 | Ink         | May (jovem) |                |
| 2011 | Golden Girl | Cilla       | Curta metragem |

## Prêmios e indicações
Marny Kennedy foi premiada na categoria Jovem Ator no Australian Film Institute em 2006 por seu trabalho em Mortified.